# Intento de asesinato de Pedro II de Brasil
La noche del 15 de julio de 1889 se produjo un atentado contra la vida del emperador Pedro II de Brasil en la Plaza Constitución (actualmente la Plaza Tiradentes) en Río de Janeiro. Adriano Augusto do Valle, un inmigrante portugués, disparó contra el carruaje de Pedro mientras gritaba alabanzas a la república. Los disparos fallaron y Do Valle escapó, aunque luego fue capturado.
El incidente se conoce en Brasil como el Atentado de julio (en portugués: Atentado de Julho).

## Ataque
Pedro regresaba en carruaje al Palacio Imperial tras asistir a un concierto de la violinista italiana Giuletta Dionesi en el Teatro Sant'Anna (hoy Teatro Carlos Gomes). Al pasar el carruaje por el restaurante Maison Moderne en la Plaza de la Constitución, entre la calle Espírito Santo (hoy calle Pedro I) y la Travessa da Barreira (hoy calle Silva Jardim), fue atacado a tiros por un inmigrante portugués de 20 años, desempleado, llamado Adriano Augusto do Valle. Los disparos fallaron y el carruaje continuó por la calle de la Carioca hasta el palacio.
Posteriormente, Do Valle fue arrestado en un bar donde, borracho, se jactaba de haber disparado contra Pedro y de que lo volvería a hacer.
Durante el ataque do Valle gritó elogios a la república,  pero no tenía ninguna conexión con el movimiento republicano brasileño. Murió el 30 de marzo de 1903 de tuberculosis, a los 36 años, en el municipio de Miracema, al noroeste del estado de Río de Janeiro, y fue enterrado en el cementerio público de Miracema.

## Reacciones
El intento de regicidio fue condenado por el líder del Partido Republicano, Quintino Bocaiuva, en el diario O Paiz, así como por otras organizaciones de prensa republicanas como Gazeta da Tarde y República Brazileira. El incidente provocó una controversia en torno a la inmigración a Brasil, que creció durante la década de 1880. Como do Valle era portugués, el embajador portugués en Brasil, Nogueira Soares, convocó una reunión para discutir el ataque. Asociaciones portuguesas emitieron una nota de repudio al ataque y la directiva del Liceu Literário Português anunció su total desacuerdo con la ley.